# 3M11 Falanga

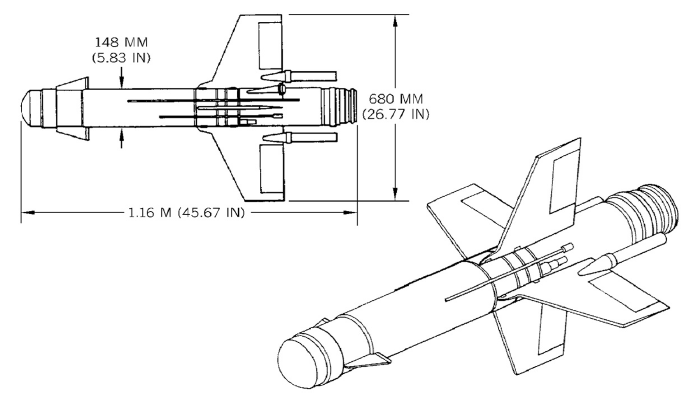
AT-2A

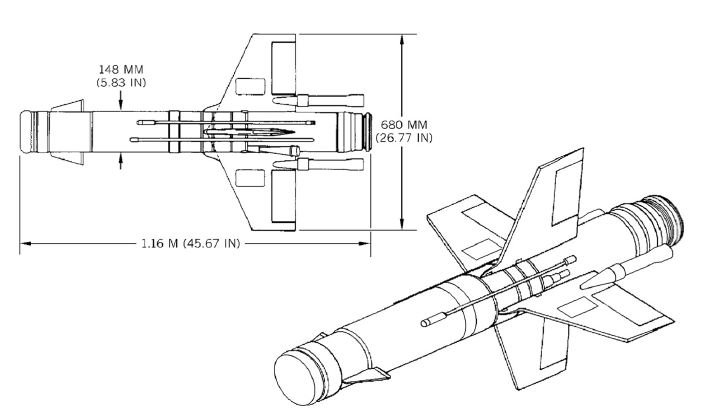
AT-2B

Il 3M11 Falanga (nome in codice NATO: AT-2 Swatter) è stato il secondo missile sovietico controcarro identificato. In particolare, la prima versione (AT-2A) era nota in Occidente come 3M11 Falanga (falange); nel modello migliorato (AT-2B), noto come 9M17 Scorpion, con comando via radio a 3 canali per migliorare la resistenza alle ECM. Questo missile era assai complesso e pesante, non particolarmente veloce nonostante l'assenza di guida radio, ma altamente segreto e poco esportato; ha avuto impiego su blindati e ancora di più sugli elicotteri, come i Mi-24. Le sue prestazioni sono state migliorate progressivamente, con la maggiorazione della gittata ed altre migliorie. 
La terza versione (AT-2C) era dotata di guida SACLOS, ed era destinata prevalentemente ai Mi-24 Hind-D (4 missili), con portata migliorata, sia minima che massima. Altre piattaforme vedevano i BRDM-1 e BRDM-2 con rampe di lancio quadruple.